# Rivière Blanche (vattendrag i Kanada, Québec, lat 46,06, long -72,10)
Rivière Blanche är ett vattendrag i Kanada.   Det ligger i provinsen Québec, i den sydöstra delen av landet, 290 km öster om huvudstaden Ottawa.
Omgivningarna runt Rivière Blanche är en mosaik av jordbruksmark och naturlig växtlighet. Runt Rivière Blanche är det glesbefolkat, med 13 invånare per kvadratkilometer.